# Georges Frêche
Georges Frêche, född 9 juli 1938 i Puylaurens, död 24 oktober 2010 i Montpellier, var en fransk politiker.
År 1977 valdes han till socialistisk borgmästare i Montpellier, kvar där till 2004. Samma år som han avgick som borgmästare valdes han till ordförande för Regional Council of Languedoc-Roussillon och innehade posten fram till sin död i oktober 2010, 72 år gammal. år. I januari 2007 uteslöts han från Socialistpartiet för uttalanden mot Harki, arabiska krigare som kämpade tillsammans med den franska armén mot algeriska oberoende, varefter han presenterade en alternativ kandidatur som han vann regionvalet med i mars samma år. Efter hans död tog Christian Bourquin hans plats.
Georges Frêche avlade examen vid HEC Paris.